# Windham (Vermont)
Windham ist eine Town im Windham County des Bundesstaates Vermont in den Vereinigten Staaten mit 449 Einwohnern (laut Volkszählung von 2020).

## Geografie

### Geografische Lage
Windham liegt im Nordwesten des Windham Countys, mit den Ausläufern der Green Mountains im Westen. Westlich grenzt Londonderry mit der Magic Mountain Ski Area an. Einige kleine Flüsse durchfließen die Town und verlassen sie in nördlicher bzw. südlicher Richtung. Der South Branch Williams River wird im Norden zu einigen kleinen Seen gestaut und im Süden befindet sich mit dem Burbee Pond das größte Gewässer am Turkey Mountain Brook. Die State Route 121 führt von Westen nach Osten. Die höchste Erhebung ist der 635 m hohe, im Norden gelegene Timber Ridge Mountain.

### Nachbargemeinden
Alle Entfernungen sind als Luftlinien zwischen den offiziellen Koordinaten der Orte aus der Volkszählung 2010 angegeben.
- Norden: Andover, 4,6 km
- Nordosten: Chester, 8,9 km
- Osten: Grafton, 9,4 km
- Südosten: Townshend, 4,0 km
- Südwesten: Jamaica, 13,4
- Westen: Londonderry, 10,5 km

### Klima
Die mittlere Durchschnittstemperatur in Windham liegt zwischen −7,8 °C (18 °Fahrenheit) im Januar und 19,4 °C (67 °Fahrenheit) im Juli. Die Schneefälle zwischen Oktober und Mai liegen mit bis zu knapp einem halben Meter (16 Inch) etwa doppelt so hoch wie die mittlere Schneehöhe in den USA. Die tägliche Sonnenscheindauer liegt am unteren Rand des Wertespektrums der USA.

## Geschichte

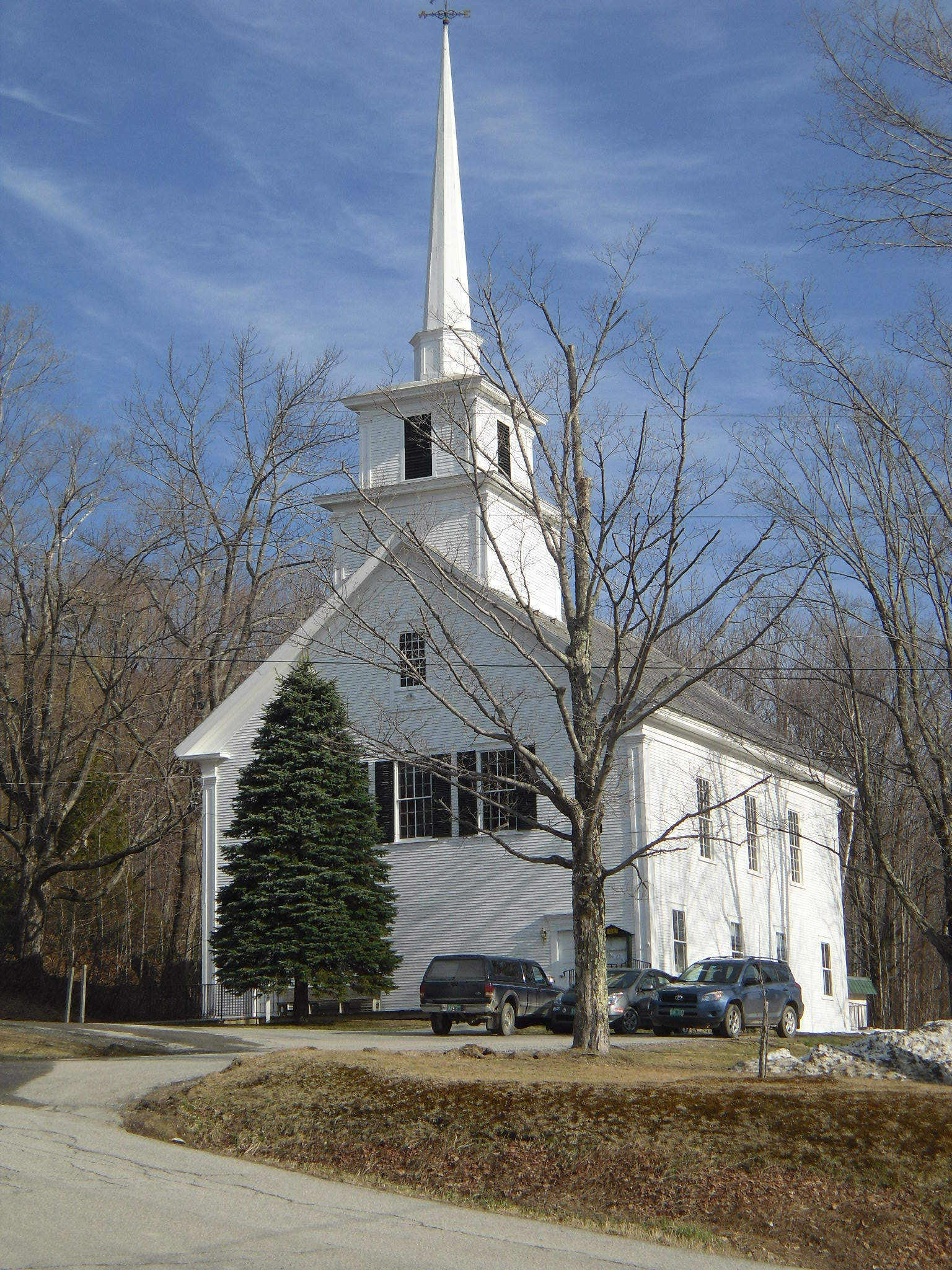
Kirche im Windham Village Historic District

Die erste Gründung von Windham fand im Jahr 1770 unter dem Namen „Kent“ durch die Provinz New York zugunsten von James Rogers statt. Zur Town Kent gehörte auch das Gebiet der heutigen Town Londonderry. Durch die Legislative der Vermont Republic wurde das Gebiet erneut vergeben, und am 20. April 1780 wurde Londonderry gegründet. Benannt wurde Londonderry nach Londonderry (New Hampshire). Im Jahr 1795 wurde Windham von Londonderry abgetrennt und als eigenständige Town gegründet. Benning Wentworth benannte die neue Town nach seinem Freund Charles Wyndham, 2. Earl of Egremont.
Zu Beginn des 19. Jahrhunderts erlebte Windham eine Blüte mit 931 Einwohnern im Jahr 1820. Die Town lebte vom Handel, es gab Sägemühlen, Schmieden, Farmen, Getreidemühlen, Talkum und Marmor wurde abgebaut. Ein Meeting House wurde im Jahr 1802 gebaut und im Jahr 1825 fertiggestellt. Es gab mehrere Schulen und Kirchengemeinden.

### Religionen
Knapp 69 % der Bewohner von Windham gehören keiner religiösen Gemeinschaft an, etwa 20 % sind katholisch und etwa 10 % sind Protestanten.

### Einwohnerentwicklung
| Volkszählungsergebnisse – Town of Windham, Vermont | Volkszählungsergebnisse – Town of Windham, Vermont | Volkszählungsergebnisse – Town of Windham, Vermont | Volkszählungsergebnisse – Town of Windham, Vermont | Volkszählungsergebnisse – Town of Windham, Vermont | Volkszählungsergebnisse – Town of Windham, Vermont | Volkszählungsergebnisse – Town of Windham, Vermont | Volkszählungsergebnisse – Town of Windham, Vermont | Volkszählungsergebnisse – Town of Windham, Vermont | Volkszählungsergebnisse – Town of Windham, Vermont | Volkszählungsergebnisse – Town of Windham, Vermont |
| Jahr                                               | 1800                                               | 1810                                               | 1820                                               | 1830                                               | 1840                                               | 1850                                               | 1860                                               | 1870                                               | 1880                                               | 1890                                               |
| -------------------------------------------------- | -------------------------------------------------- | -------------------------------------------------- | -------------------------------------------------- | -------------------------------------------------- | -------------------------------------------------- | -------------------------------------------------- | -------------------------------------------------- | -------------------------------------------------- | -------------------------------------------------- | -------------------------------------------------- |
| Einwohner                                          | 429                                                | 782                                                | 931                                                | 847                                                | 757                                                | 763                                                | 680                                                | 544                                                | 536                                                | 379                                                |
| Jahr                                               | 1900                                               | 1910                                               | 1920                                               | 1930                                               | 1940                                               | 1950                                               | 1960                                               | 1970                                               | 1980                                               | 1990                                               |
| Einwohner                                          | 356                                                | 345                                                | 261                                                | 254                                                | 183                                                | 145                                                | 135                                                | 174                                                | 223                                                | 251                                                |
| Jahr                                               | 2000                                               | 2010                                               | 2020                                               | 2030                                               | 2040                                               | 2050                                               | 2060                                               | 2070                                               | 2080                                               | 2090                                               |
| Einwohner                                          | 328                                                | 419                                                | 449                                                |                                                    |                                                    |                                                    |                                                    |                                                    |                                                    |                                                    |

## Kultur und Sehenswürdigkeiten

### Öffentliche Einrichtungen
Das Grace Cottage Hospital in Townshend ist das Krankenhaus für die Region. Es wurde im Jahr 1949 gegründet.

### Bildung
Die Windham Elementary School bietet Klassen von Kindergarten bis zur 6. Schulklasse an. Unterrichtet wird in zwei Klassen, Kindergarten bis zur Klasse 2 und von Klasse 3 bis 6. Zurzeit besuchen 16 Schülerinnen und Schüler die Schule. Windham gehört zur Windham South West Supervisory Union.
Eine öffentliche Bücherei, die Windham Town Library, befindet sich an der Windham Hill Road.